# NGC 5573
NGC 5573 is een spiraalvormig sterrenstelsel in het sterrenbeeld Maagd. Het hemelobject werd op 8 mei 1864 ontdekt door de Duitse astronoom Albert Marth.

## Synoniemen
- MCG 1-37-5
- ZWG 47.16
- NPM1G +07.0353
- PGC 51257